# 촉토족

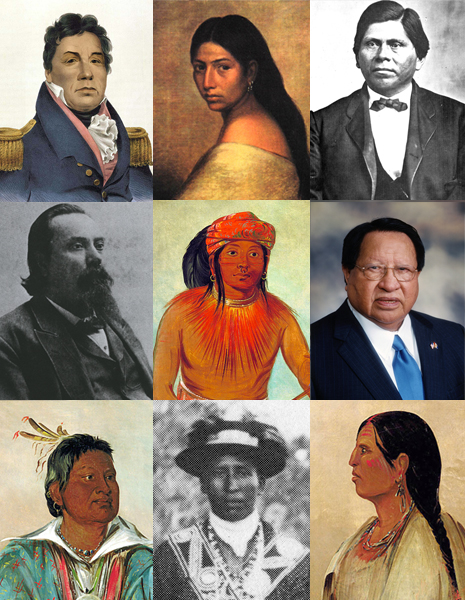
촉토 사람들

촉토족의 기

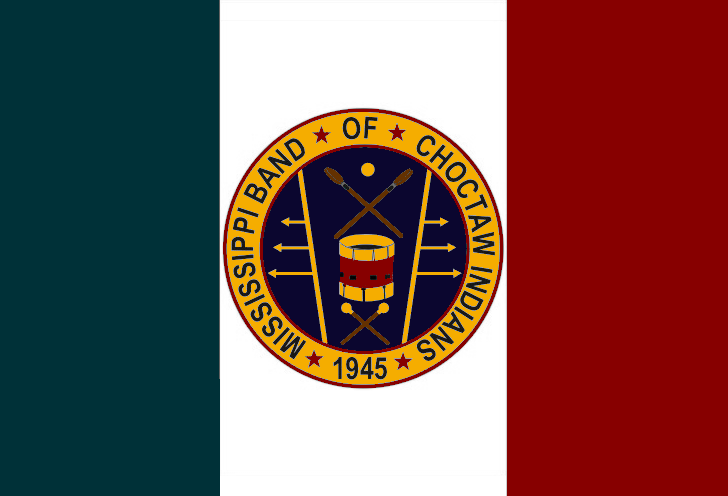
미시시피주 촉토족의 기

촉토족(영어: Choctaw)은 미국 남동부(미시시피, 앨라배마, 루이지애나)에 자리를 잡고 있는 무스코기 어족의 인디언 부족이다. 20세기 저명한 인류학자 존 스완튼은 ‘촉토’라는 이름은 촉토족 추장의 이름에서 왔다고 했다. 역사학자인 헨리 헐버트는 Hacha hatak(강 사람)에서 유래되었다고 제시했다.

## 개요
원래 미국 남동부의 미시시피강 연안 지역에 살던 농경 민족이다. 19세기 초, 미국 정부가 이웃 부족인 체로키, 치카소, 무스코기, 세미놀 부족과 함께 인디언 준주(현재 오클라호마주)에 강제 이주시켰다.
오클라호마로 강제 이주된 그들은 백인의 문화를 적극적으로 수용하여 "문명화된 다섯 부족(Five Civilized Tribes)"이라고 불렸다. 촉토족은 감자 기근 동안 구호 활동을 펼쳐 관대한 부족으로도 유명하다.
현재 촉토족은 오클라호마로 강제 이주된 부족과 강제 이주를 거부하고 미시시피 유역에 남은 촉토족으로 양분되어 있다.

## 기타
오클라호마 듀란에 "듀란 카지노 리조트"를 성황리에 운영하고 있다. 2009년 6월 11일 오클라호마 촉토 부족은 2003년 체로키족과 치열한 쟁탈전 끝에 425만 달러에 인수했던 "블루 리본 경마장"을 판매한다고 발표했다. 촉토족 대변인 주디 알렌은 "경마장 사업은 부족과 맞지 않았다. 우리의 보호구역 바깥도 아니고, 촉토 내 양호한 사업에 집중할 필요가 있다"라고 코멘트하고 있다.

## 같이 보기
- 문명화된 다섯 부족
- 눈물의 길